# Look Around
Look Around е сингъл на американската рок група Ред Хот Чили Пепърс. Това е третият издаден сингъл от албума I'm With You. Песента излиза на 25 януари 2012 година. Песента изтича ден по-рано на сайта на групата.
На 17 януари 2012 се появява и видеоклип към песента. Клипът е режисиран от Робърт Хейлс и получава номинация за най-иновативно видео на наградите на MTV.

## Формати и съдържание
UK Промо сингъл
1. Look Around (Album Version) – 3:28
2. Look Around (Radio Edit) – 3:28

## Класации
| Класация (2012)                                  | Върхова позциция |
| ------------------------------------------------ | ---------------- |
| Канадски Топ 100 (Billboard)                     | 85               |
| Канада Рок музика (America's Music Charts)       | 1                |
| Канада алтернативен рок (America's Music Charts) | 7                |
| Полша сингли                                     | 27               |
| САЩ Рок музика (Billboard)                       | 11               |
| САЩ Алтернативна музика (Billboard)              | 8                |
| САЩ Мейнстрийм Рок музика (Billboard)            | 12               |
| САЩ Adult Alternative Songs (Billboard)          | 25               |